# Mitsubishi RVR
El Mitsubishi ASX es un monovolumen y automóvil todoterreno del segmento C que el fabricante japonés Mitsubishi Motors vende desde el año 1983. Tiene chasis monocasco, cinco plazas, motor delantero y tracción delantera o a las cuatro ruedas. Algunos de sus rivales son el Citroën C4 Aircross, el Peugeot 4008, el Honda CR-V, el Suzuki SX4, el Kia Sportage, el Hyundai Tucson y el Toyota RAV4.
Un anuncio presenta la top model Carolina "Pampita" Ardohain y el Citroën C4 Aircross.

## Primera generación (1983-1991)
El RVR de primera generación era la versión corta del Mitsubishi Chariot de segunda generación. Curiosamente, tenía una puerta del lado del conductor y dos del lado del acompañante, la delantera pivotante y la trasera corrediza.

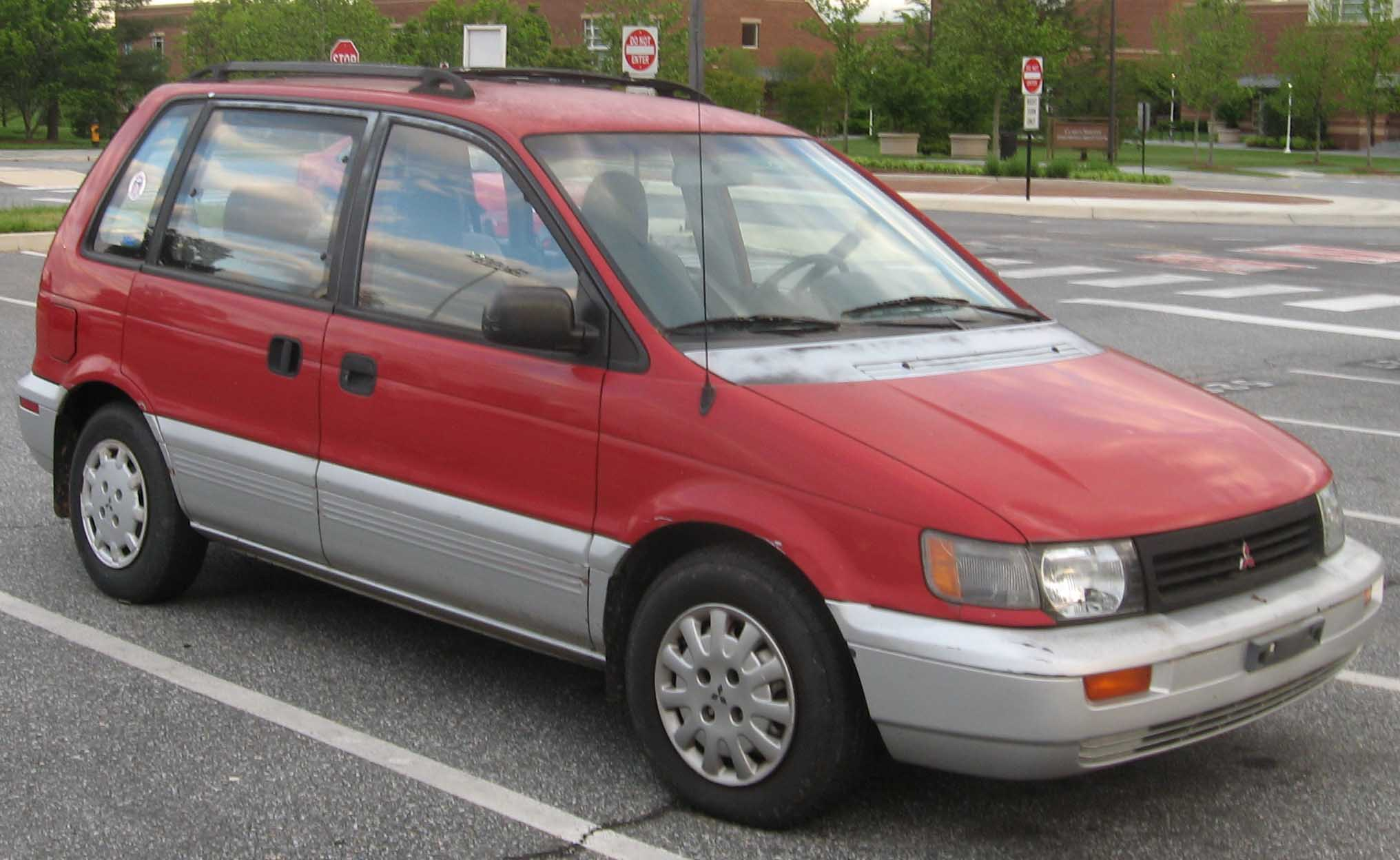
Mistubishi RVR de primera generación

## Segunda generación (1997-2002)
La segunda generación del RVR se lanzó en 1997. Se ofreció con tres motores gasolina de cuatro cilindros en línea: un 1.8 litros, un 2.0 litros y un 2.4 litros, este último con inyección directa.

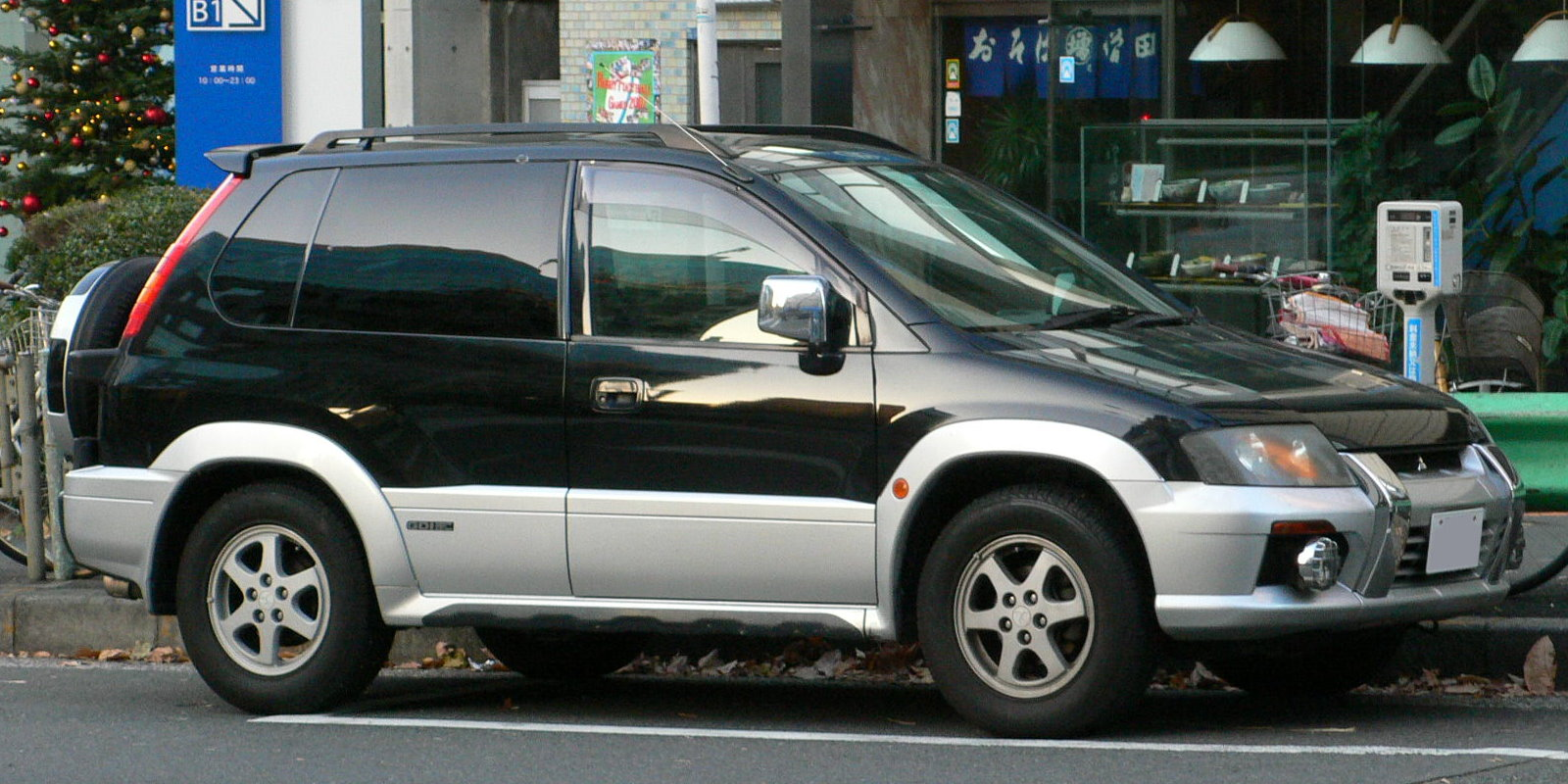
Mistubishi RVR de segunda generación
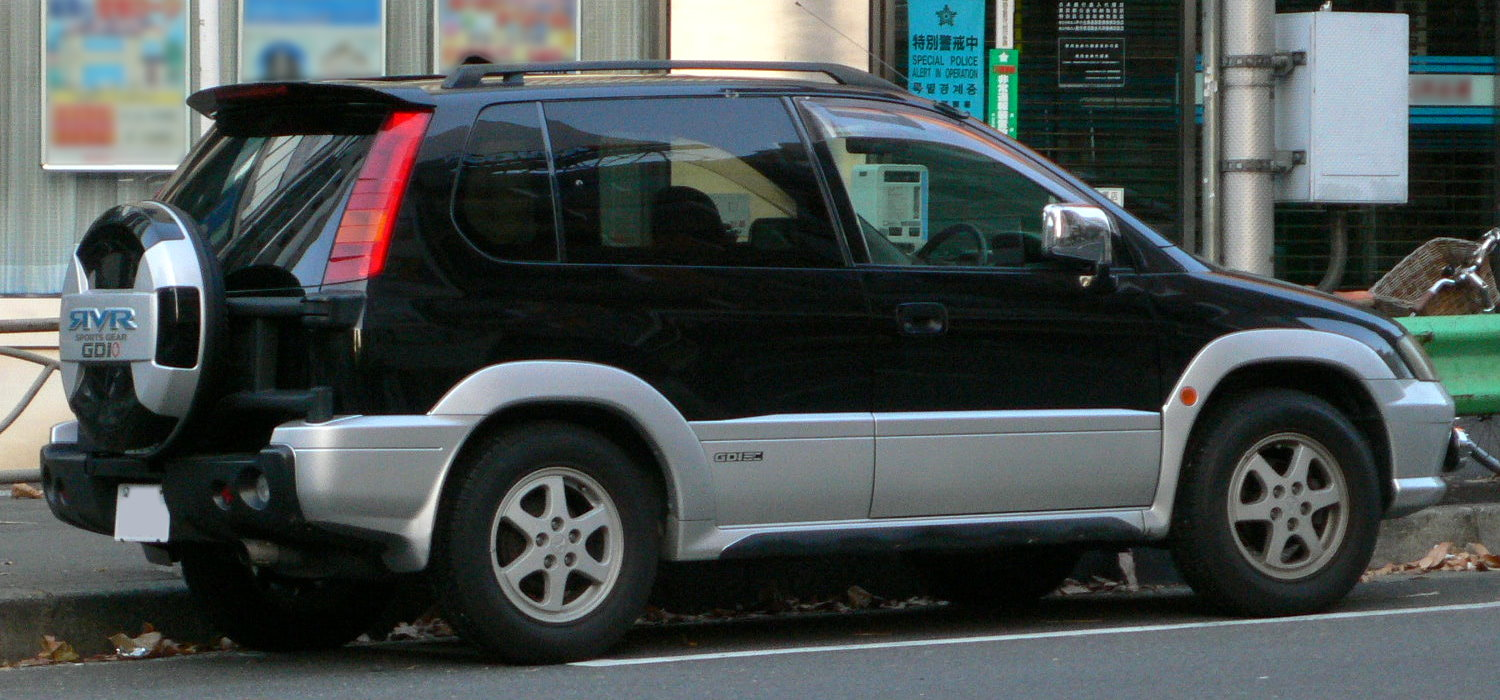
Mistubishi RVR de segunda generación

## Tercera generación (2009-presente)
El RVR de tercera generación se lanzó en noviembre de 2009. El modelo lleva ese nombre en Japón y Australia, ASX en Europa, Latinoamérica y Australia y Outlander Sport en Estados Unidos. Su diseño se asemeja al del prototipo Mistubishi Concept-cX del Salón del Automóvil de Frankfurt de 2007. Utiliza la plataforma del Mitsubishi Outlander.
Los motores gasolina son un 1.6 litros de 120 CV, un 1.8 litros de 140 CV y un 2.0 litros de 150 CV. El Diésel es un 1.8 litros de 150 Cv, con turbocompresor de geometría variable, inyección directa common-rail y, como novedad, alzado variable de válvulas MIVEC.

### Peugeot 4008 y Citroën C4 Aircross
En Europa existen dos versiones remarcadas para el Groupe PSA, el  Citroën C4 Aircross y Peugeot 4008, mediante una joint-venture similar a la del Mitsubishi Outlander y el i-Miev. Se diferencian del frontal, la zaga, el interior y en los motores que son de PSA. Los gasolina serán un 1.6 litros de 117 CV y un 2.0 litros de 150 CV, ambos atmosféricos, y los Diésel serán un 1.6 HDi de 110 CV y un 1.8 HDi de 150 CV.
A causa de las pocas ventas de ambos modelos se espera que su producción finalice a más tardar en 2016.[cita requerida]

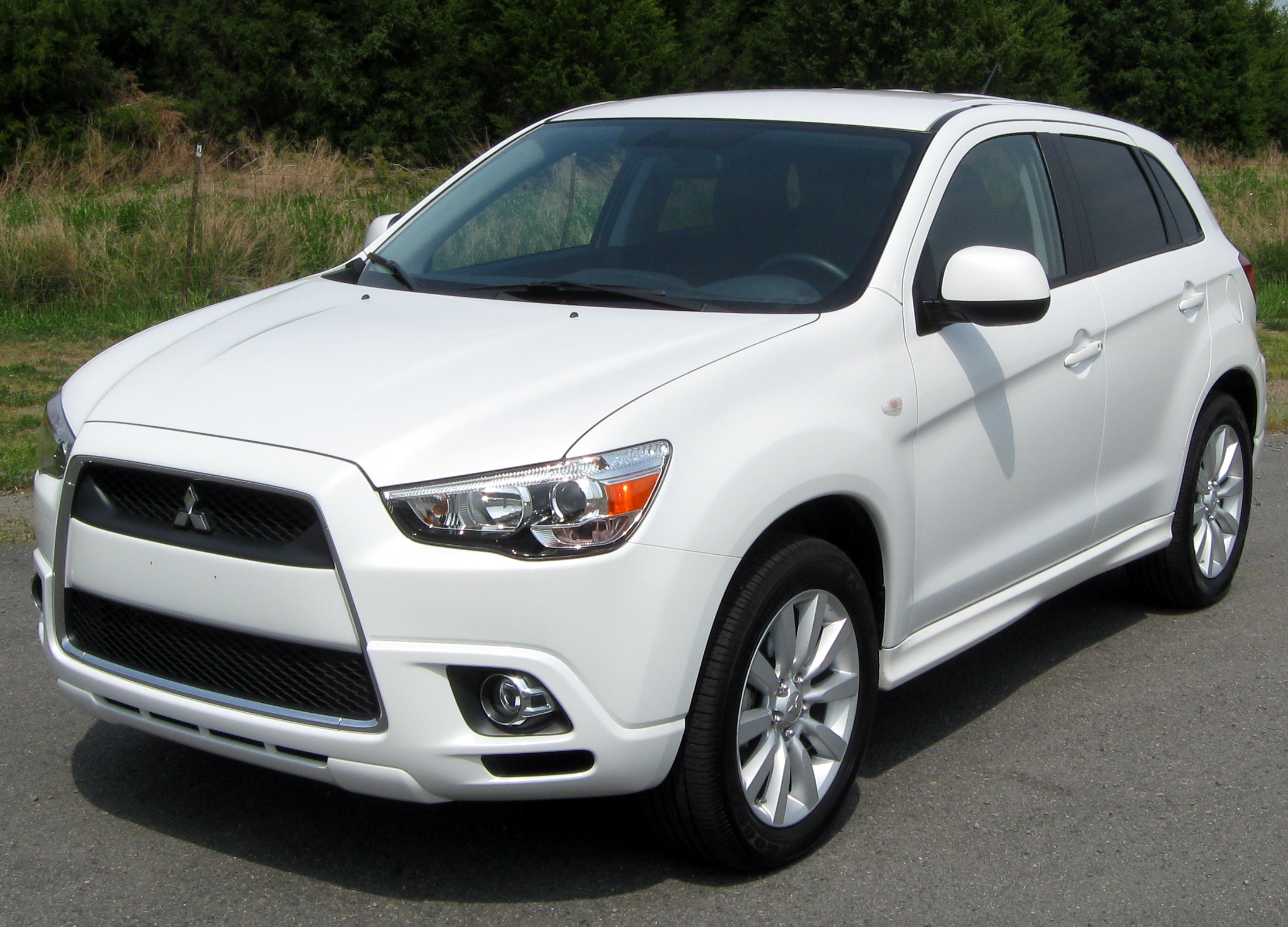
Mistubishi RVR de tercera generación
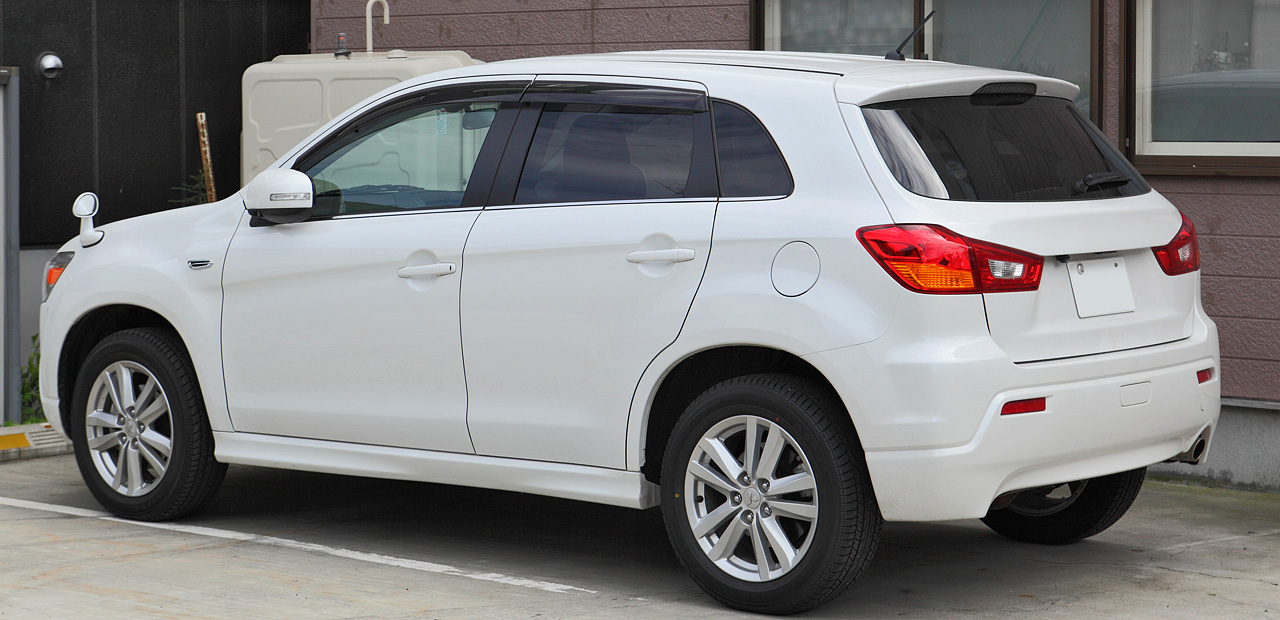
Mistubishi RVR de tercera generación
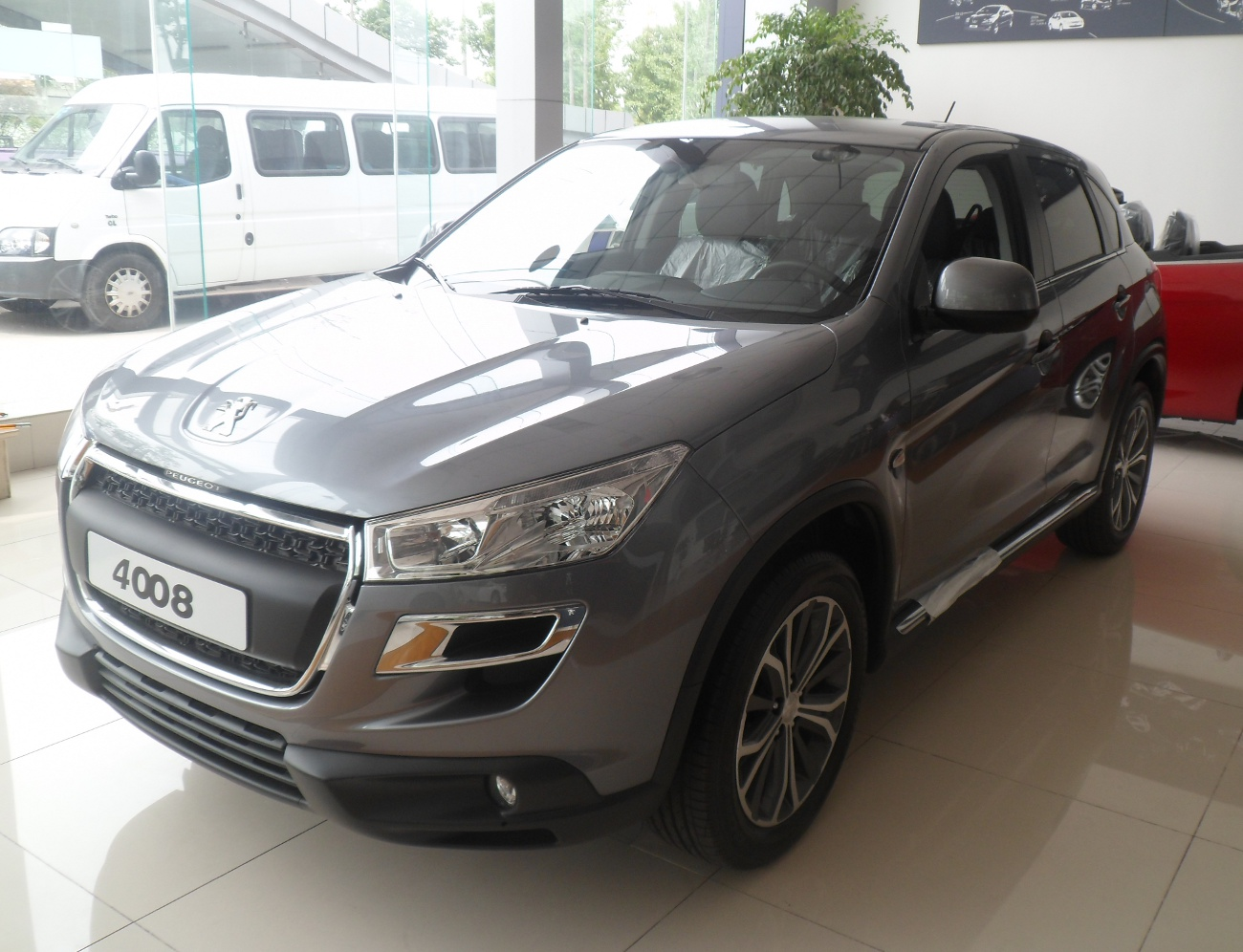
Peugeot 4008, derivado del Mitsubishi RVR
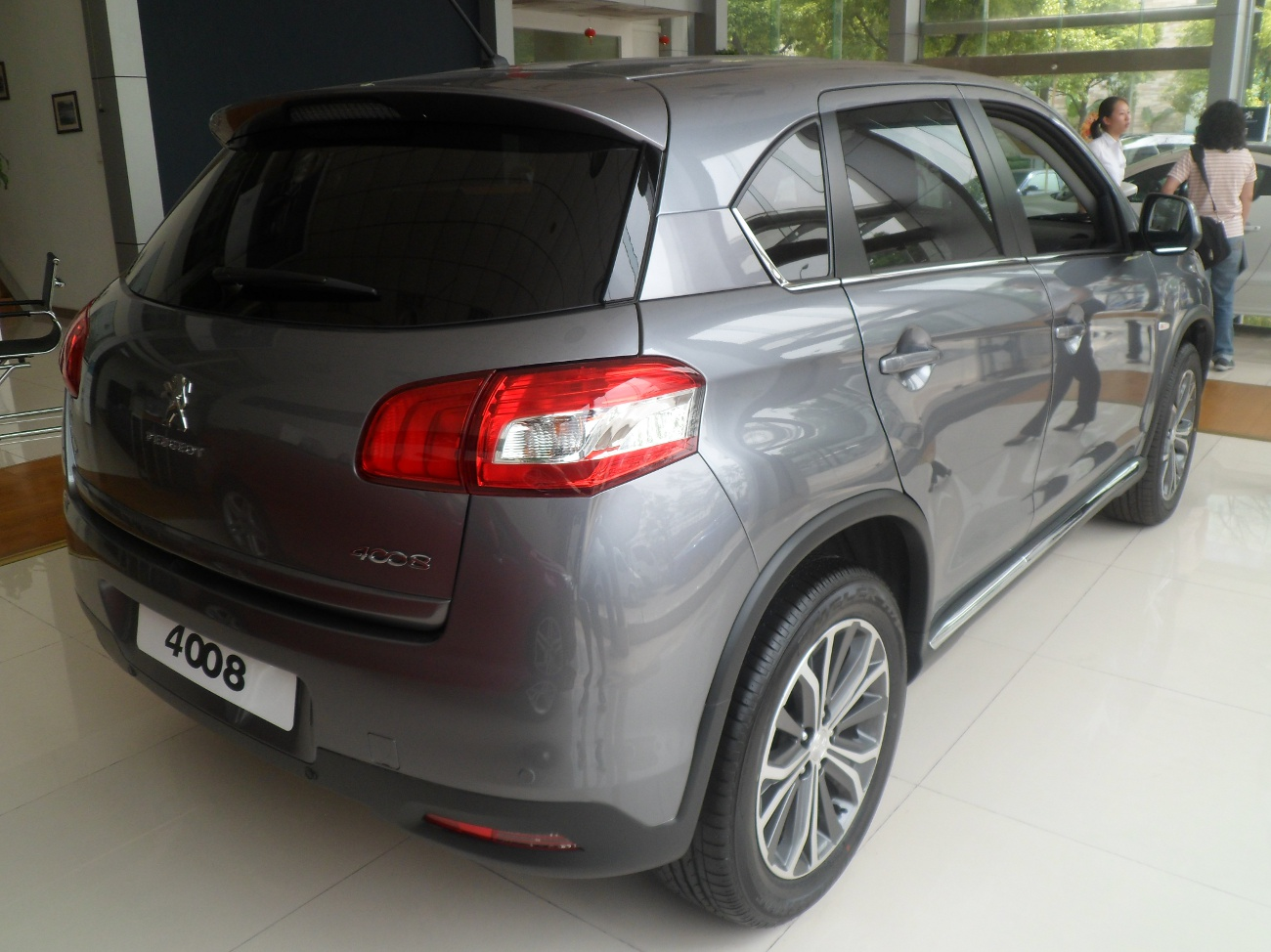
Peugeot 4008, derivado del Mitsubishi RVR
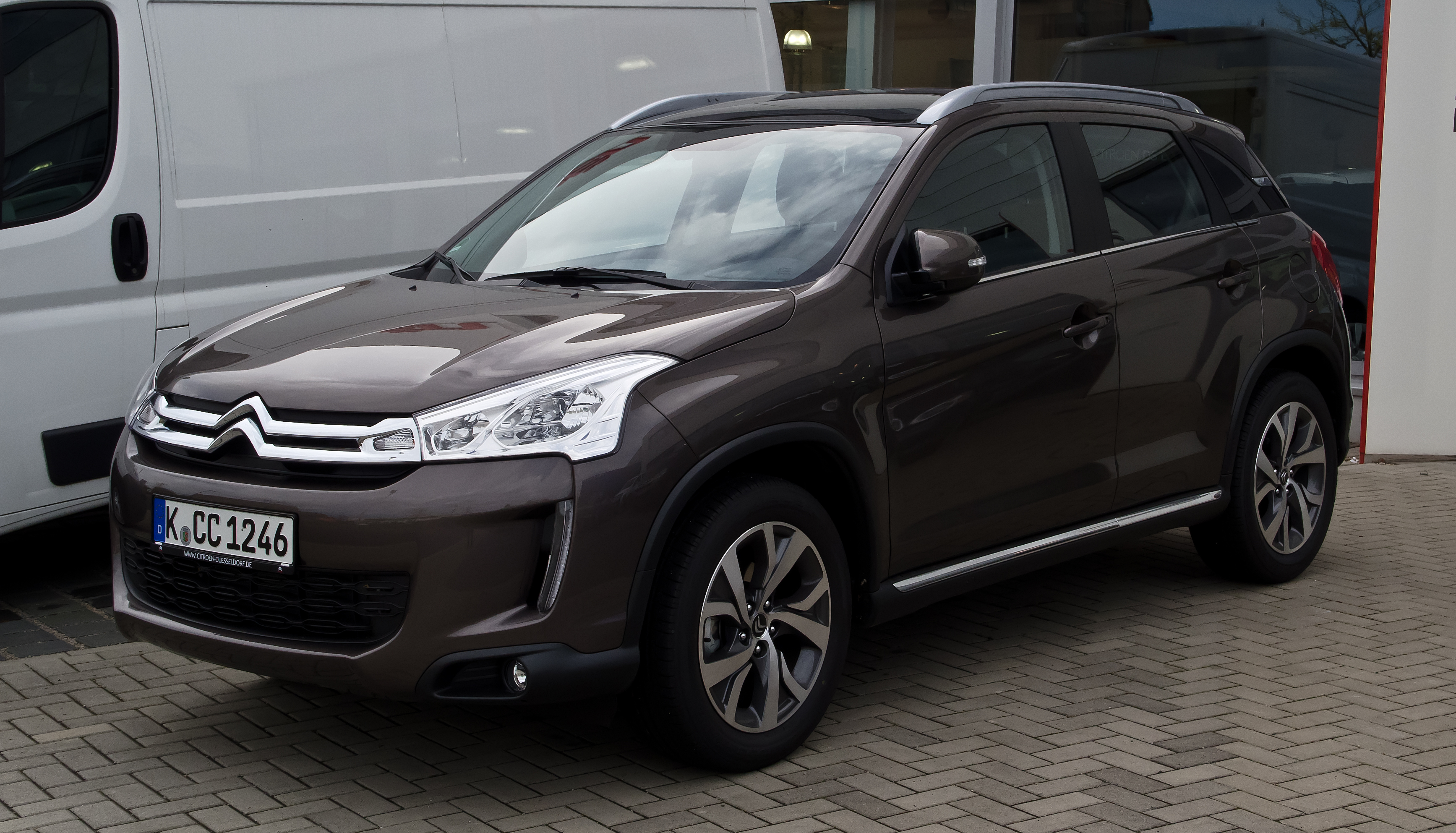
Citroën C4 Aircross, derivado del Mitsubishi RVR
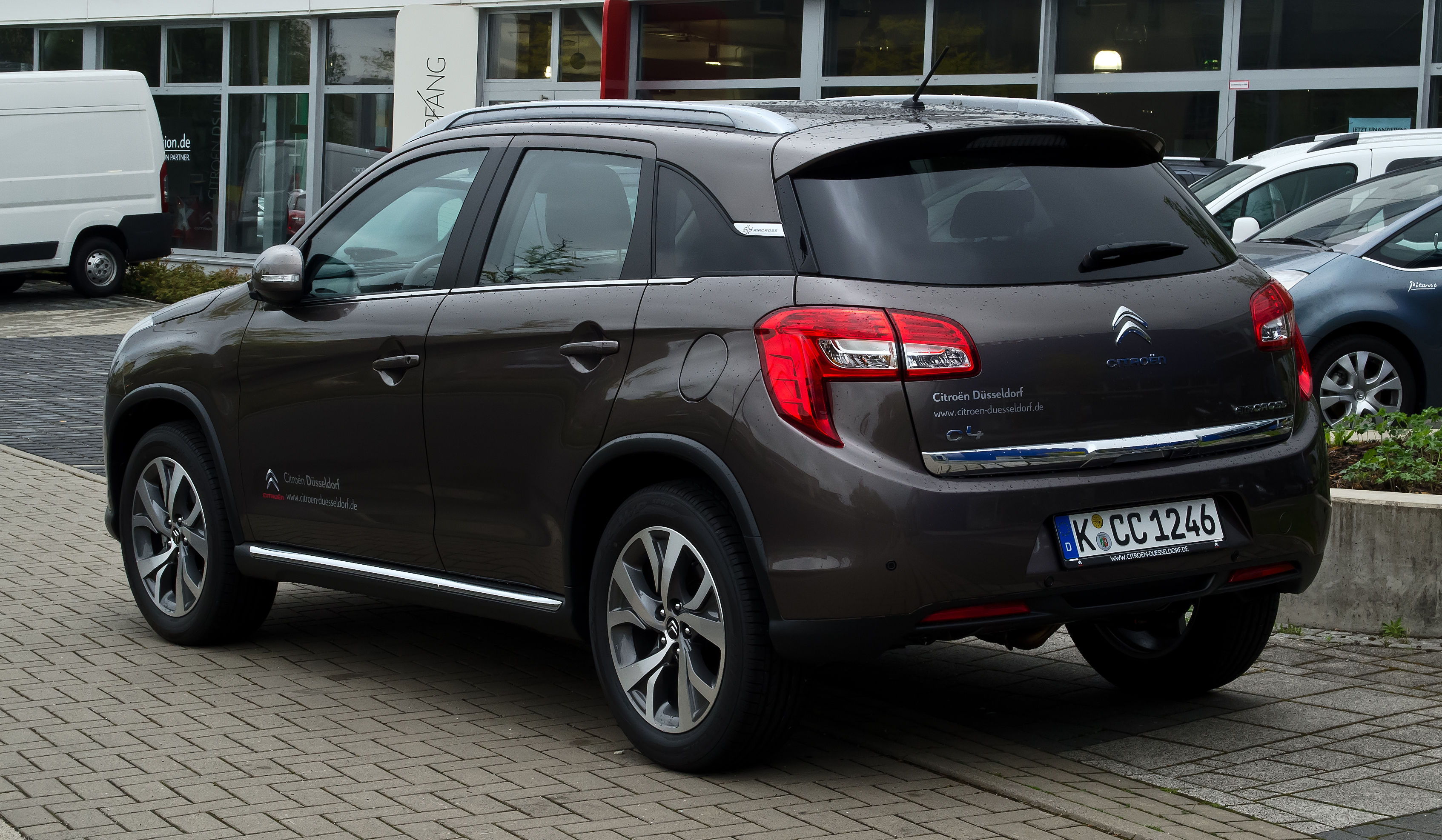
Citroën C4 Aircross, derivado del Mitsubishi RVR

1. ↑  «"Sunset" : Carolina "Pampita" Ardohain y el Citroën C4 Aircross, Fashion Film».

- Datos: Q1284007
- Multimedia: Mitsubishi RVR / Q1284007